# 金柑
金柑（學名：Citrus japonica）又名金橘、金棗，为芸香科柑橘屬下的一个植物种。

## 分类
本种曾被独立地归类为金橘属，但本种实际上能够与柑橘屬的多个物种杂交产生杂交种，所以重新被归类于柑橘屬之中。

### 杂交种
臺灣習稱之「金桔（金橘）」實為「四季橘」（× Citrofortunella mitis），原產於馬來西亞，可能是金柑與墨西哥萊姆（Citrus × aurantiifolia，又稱墨西哥萊檬）的雜交種，或者是金柑與橘（Citrus reticulata）的雜交種。

## 相片集

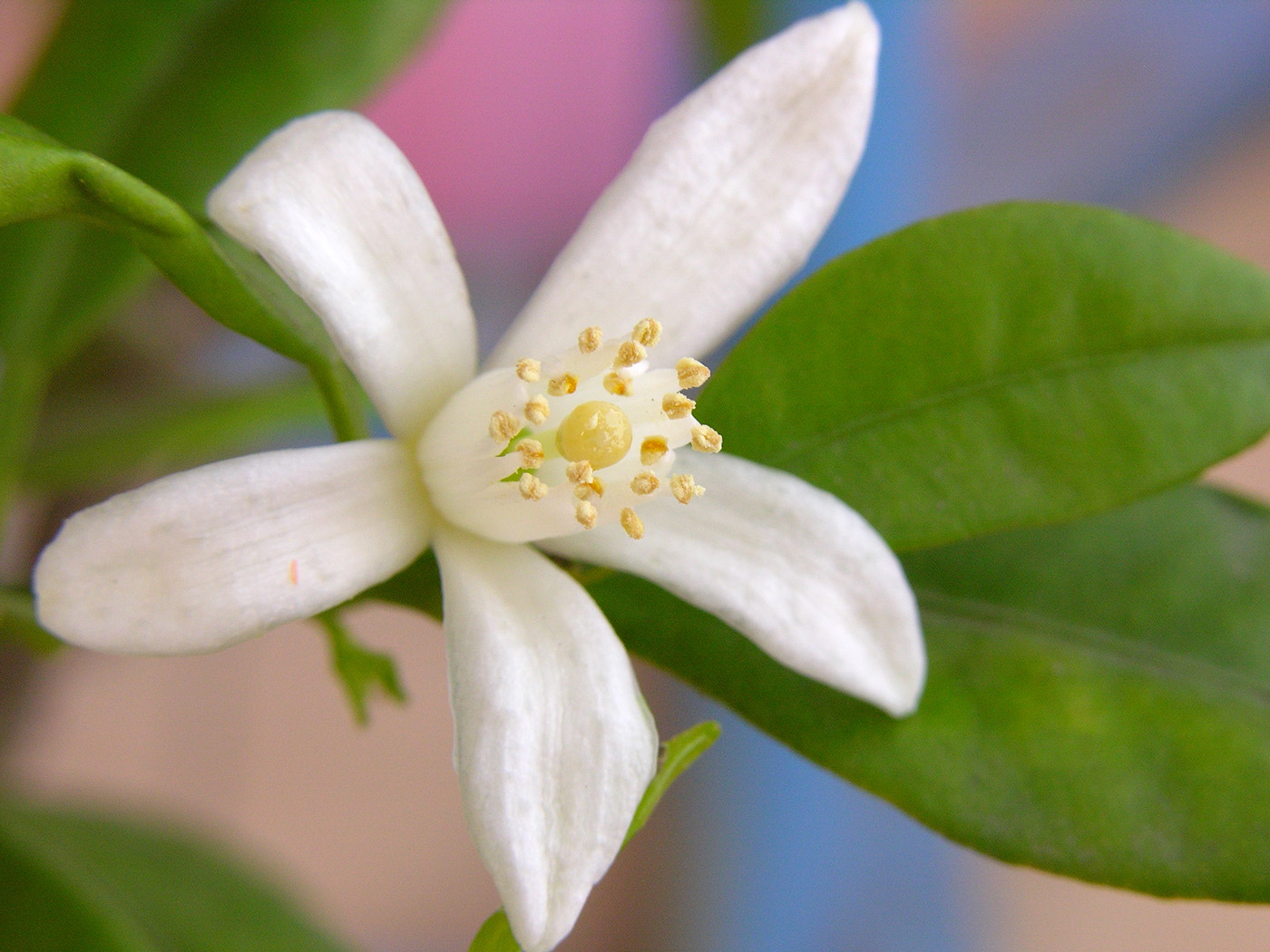
金橘花
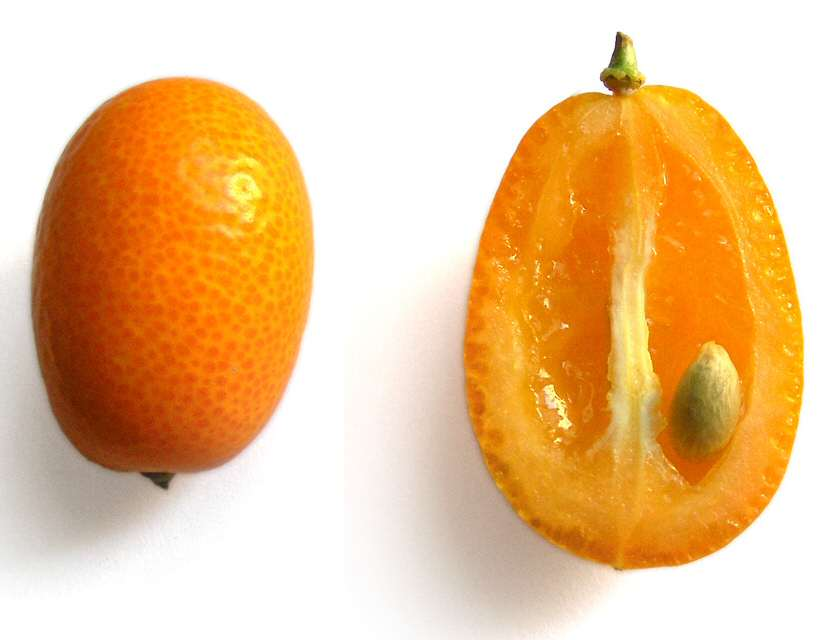
金橘果實橫切面
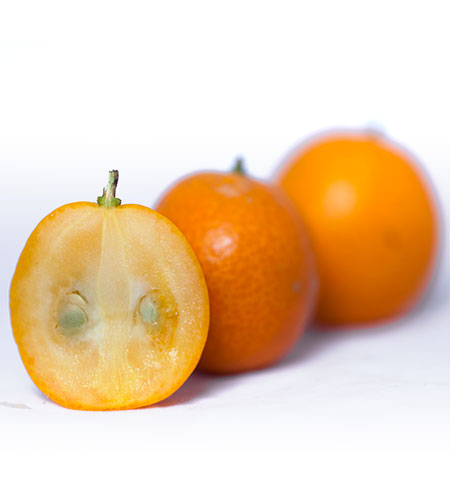
金橘整體和切片
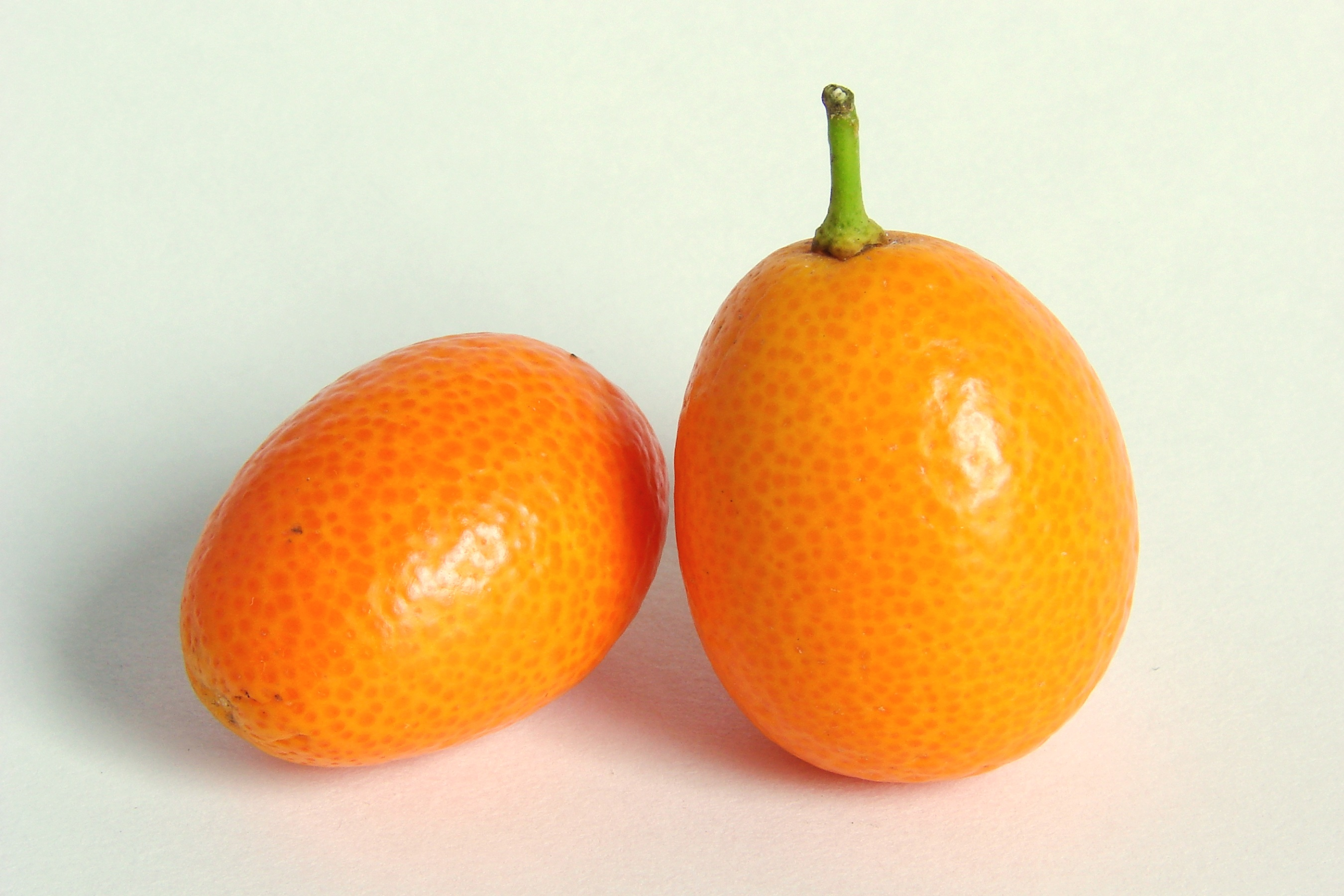
普通金橘
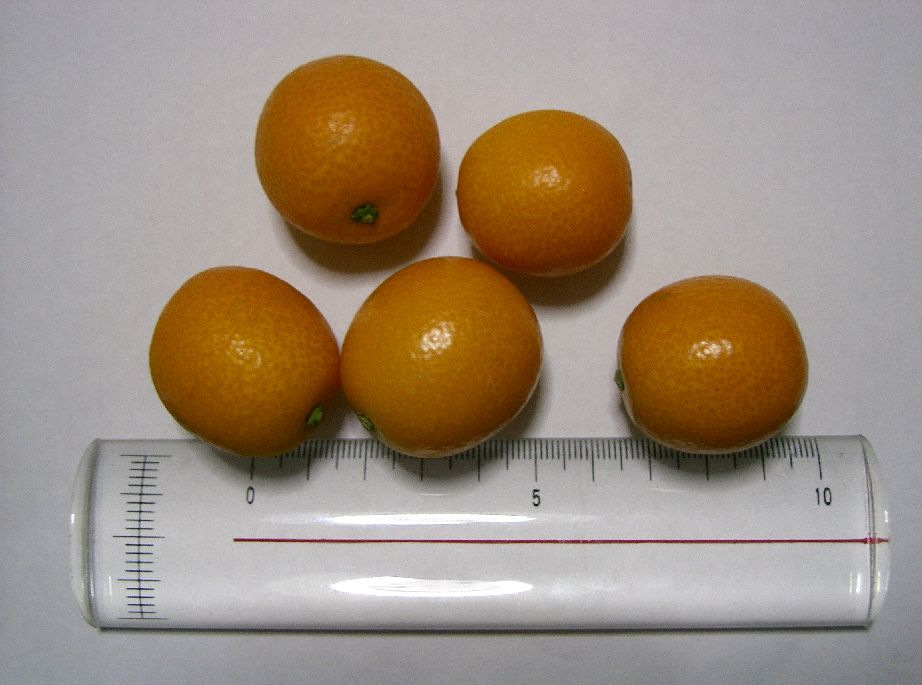
圓金橘（或Citrofortunella 品種金橘（英语：Citrofortunella））
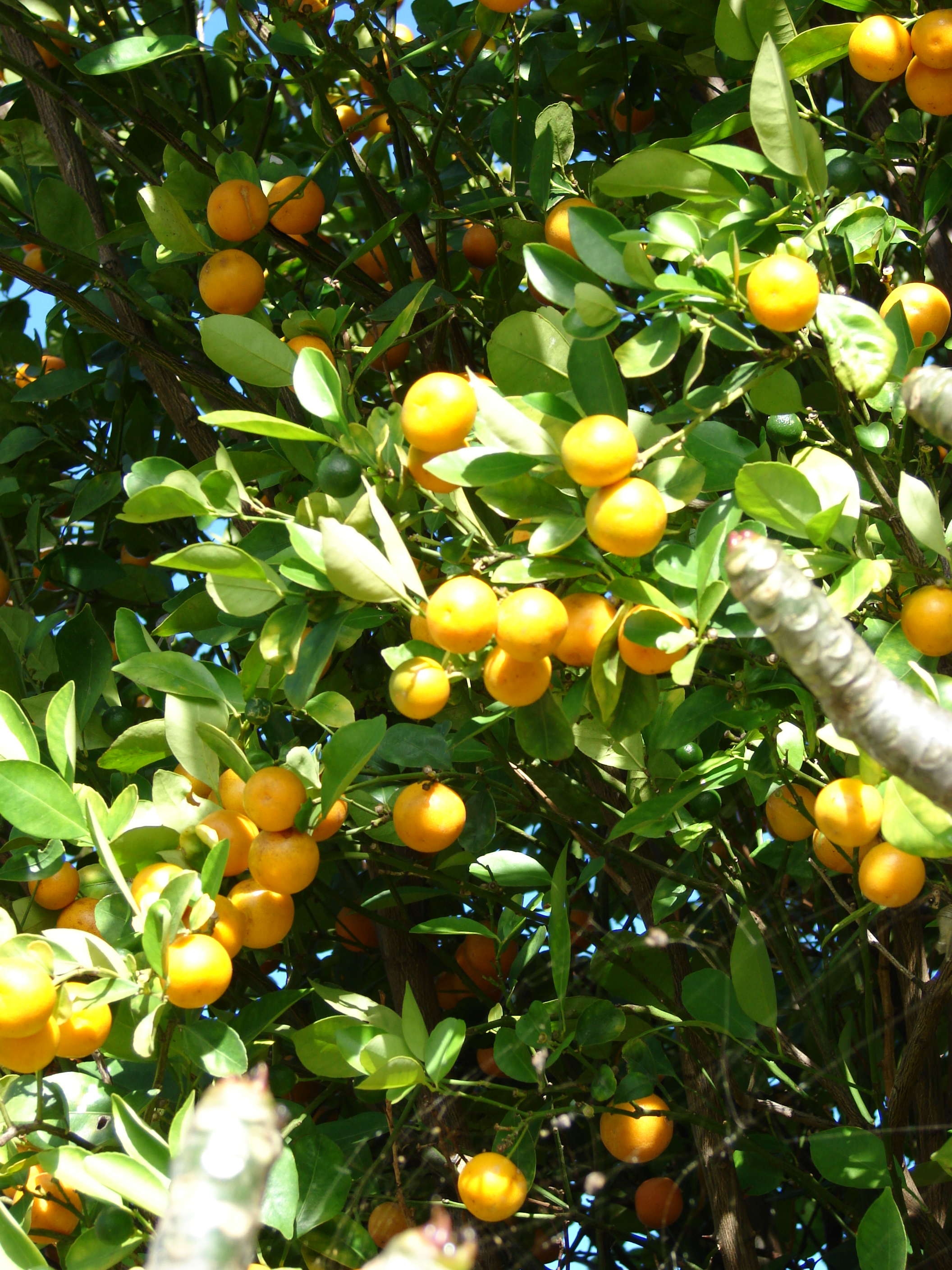
圓金橘（或Citrofortunella 品種金橘（英语：Citrofortunella））
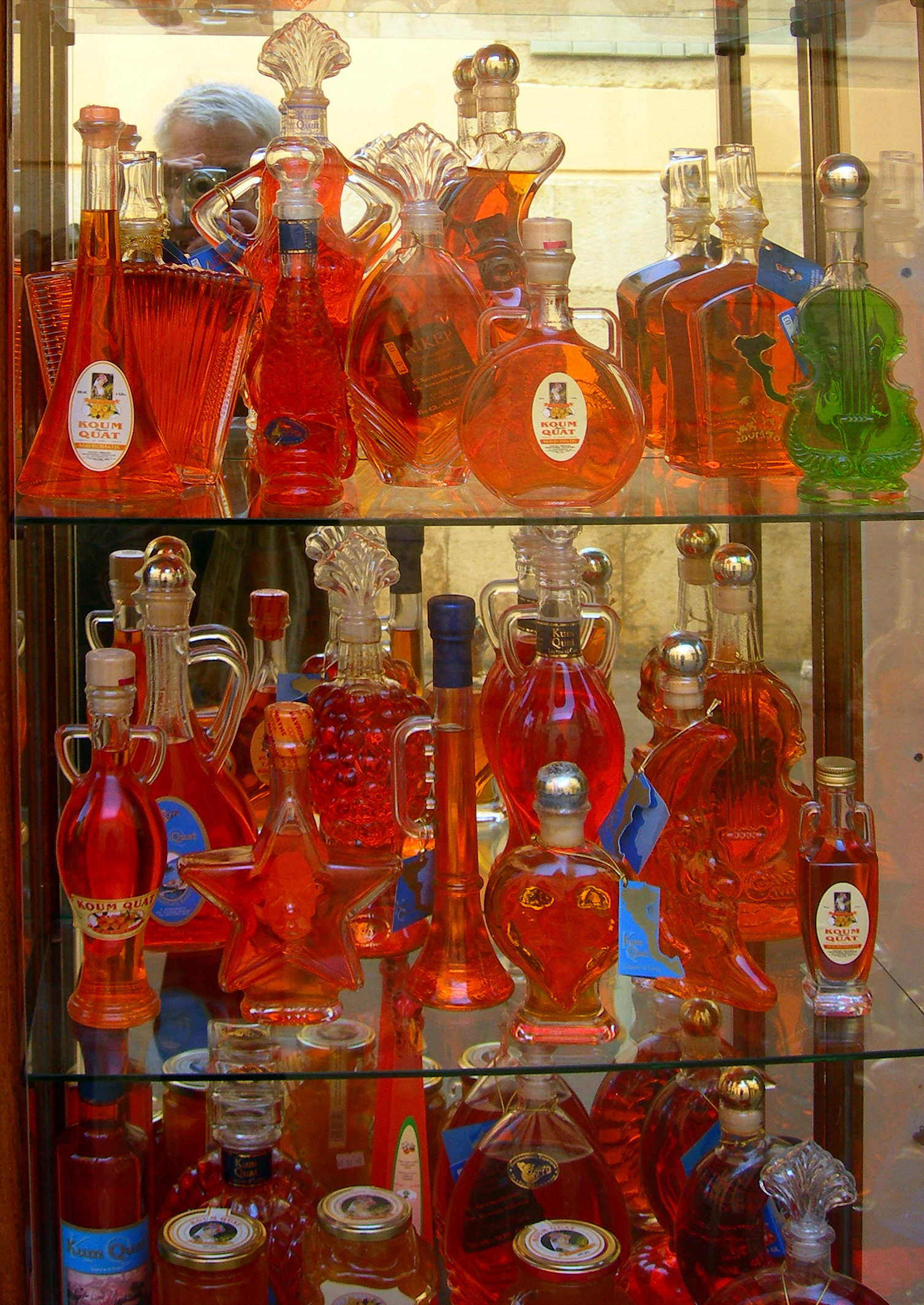
來自希臘科孚島的金橘利口酒
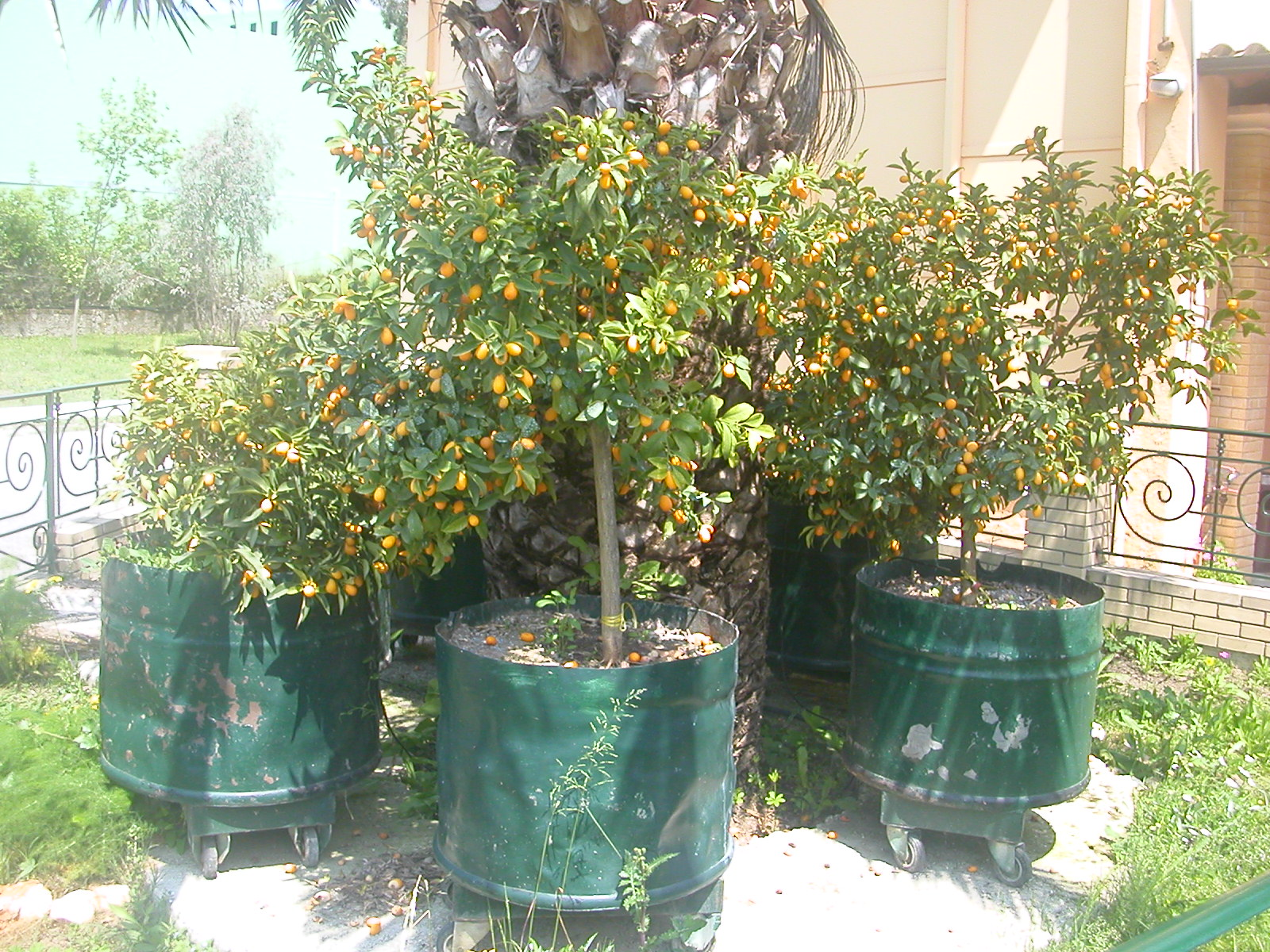
科孚島金橘利口酒釀酒廠的盆栽金橘樹。
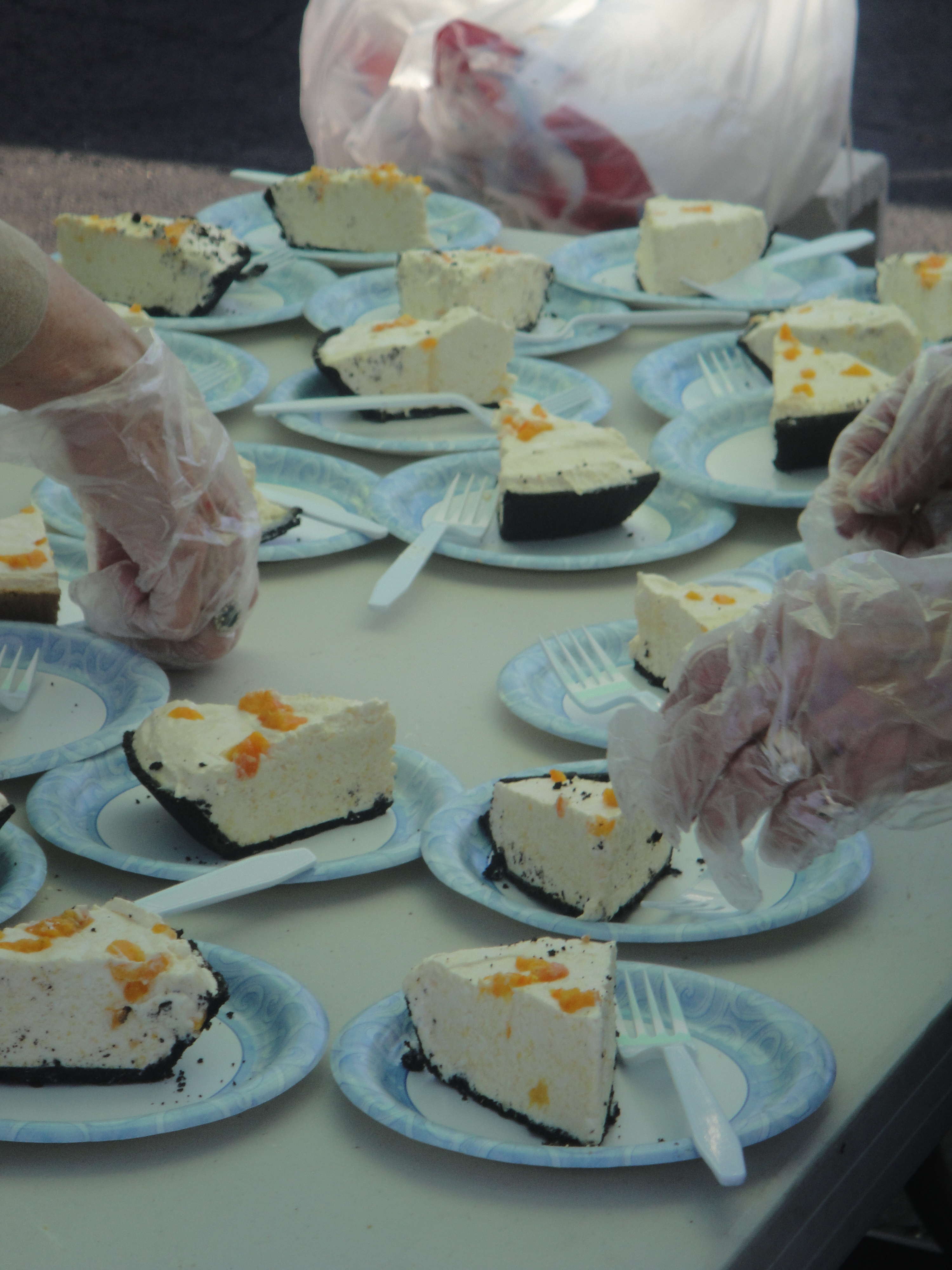
佛羅里達州戴德市金橘節（英语：Kumquat Festival）上的金橘派
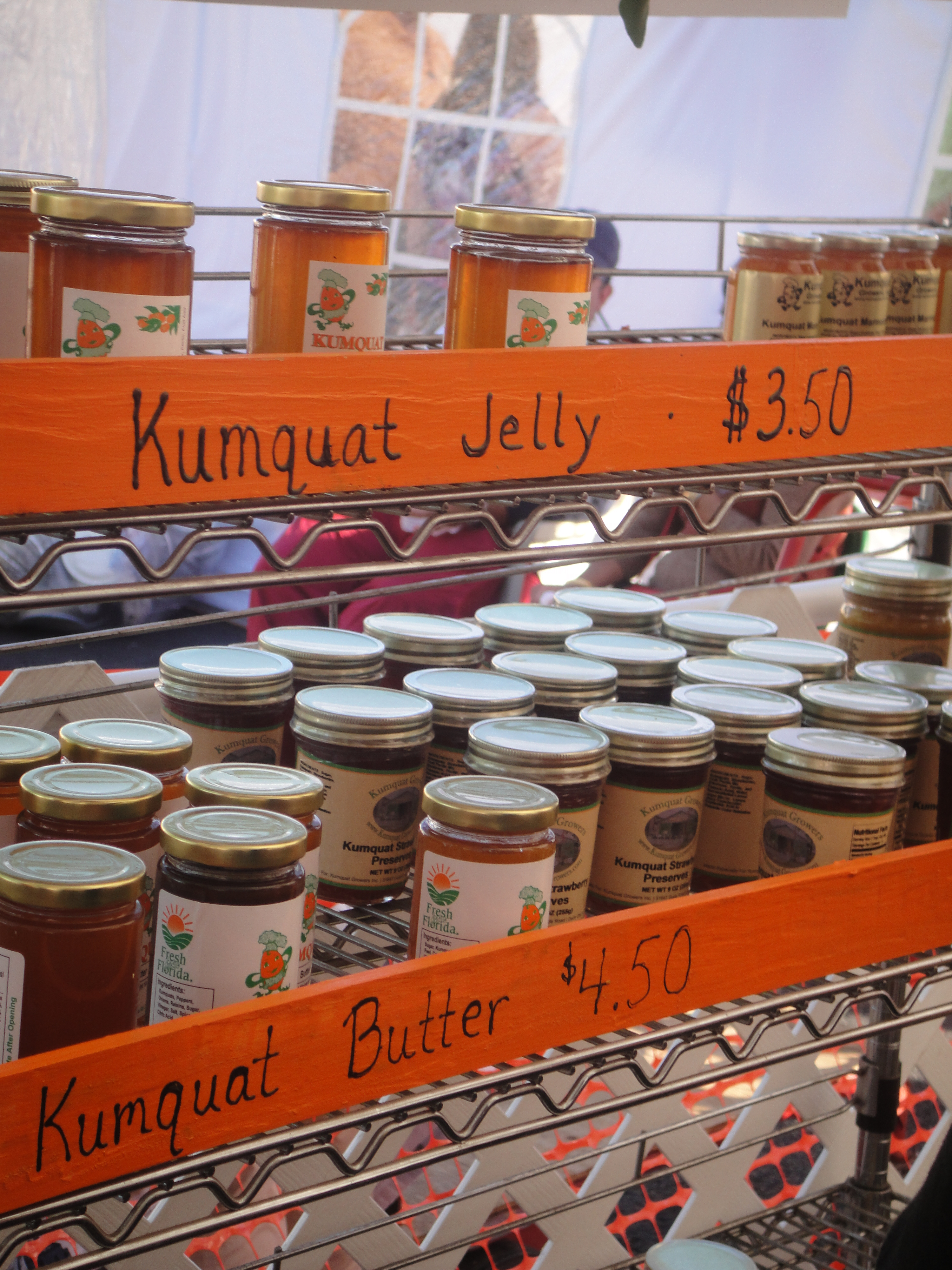
金橘蜜餞
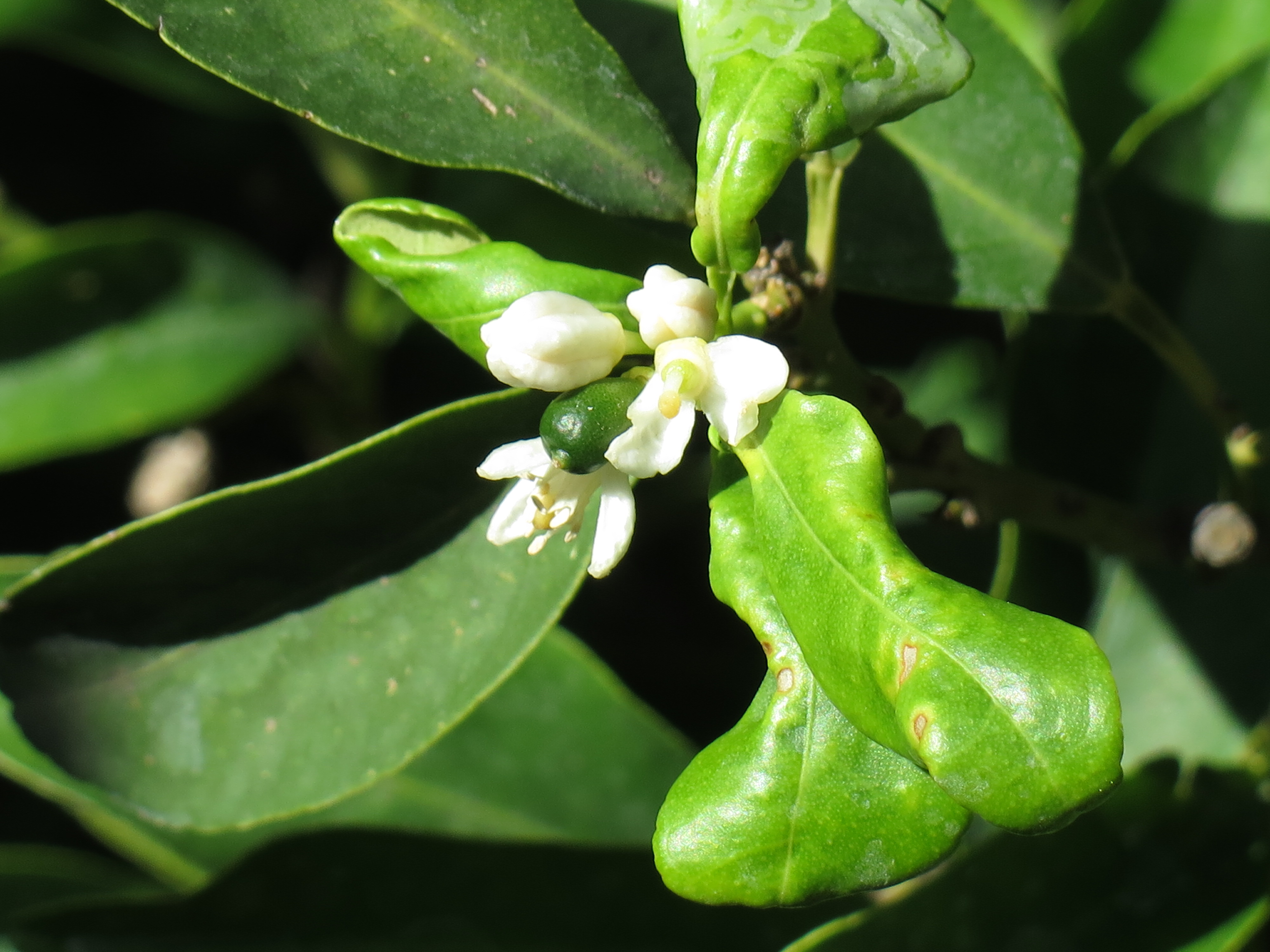
花和果實
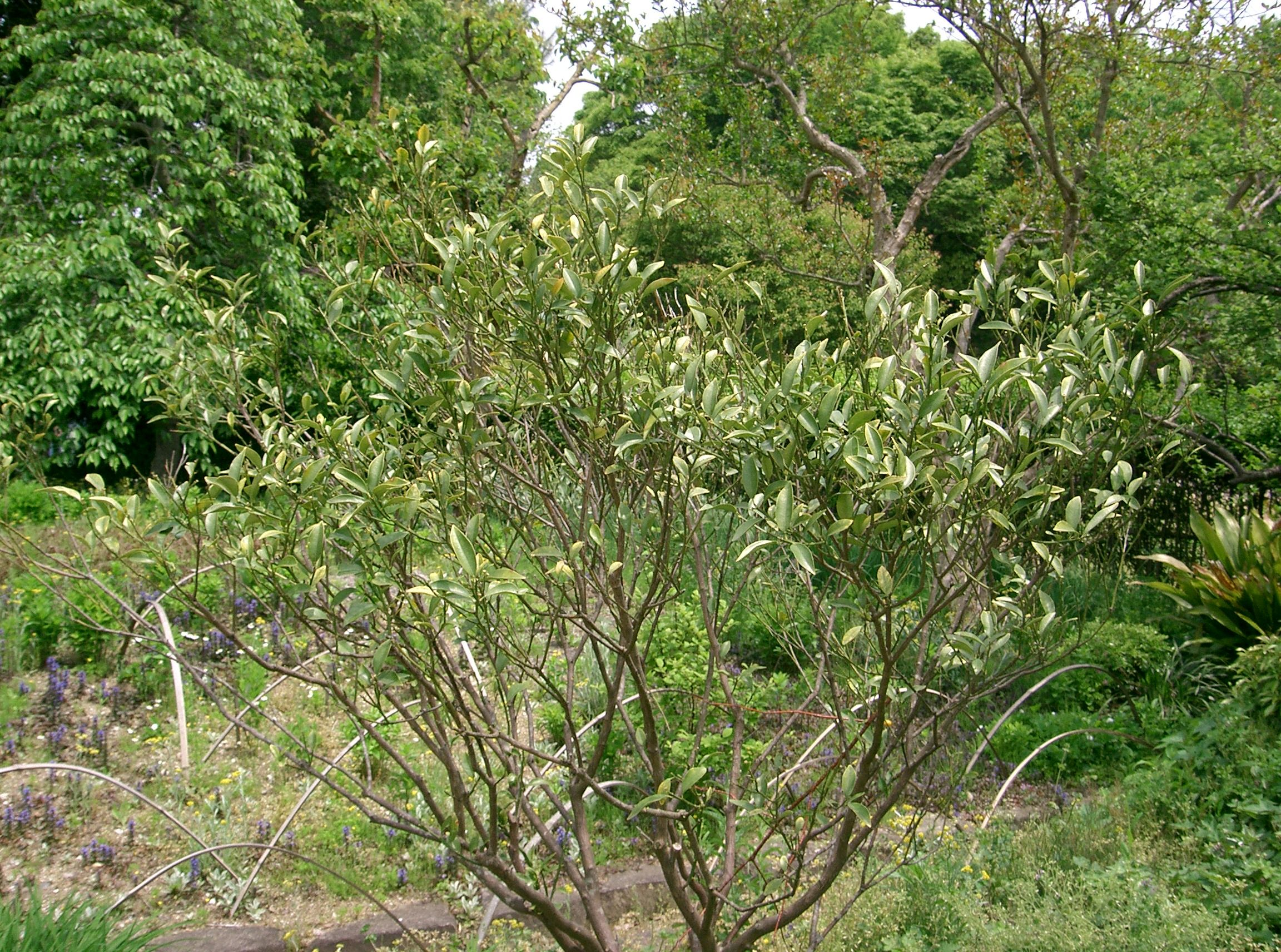
金橘樹
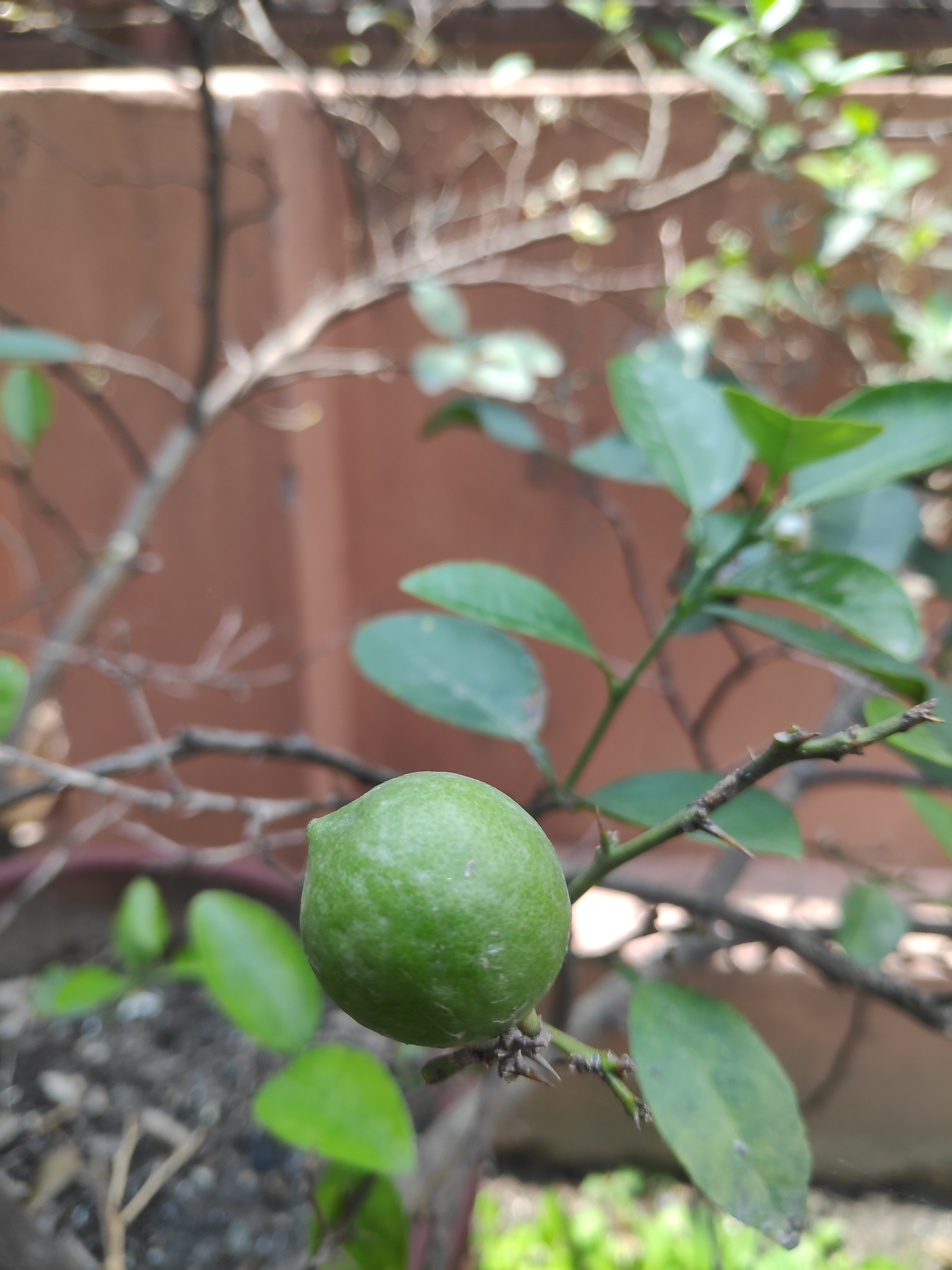
未成熟的金橘
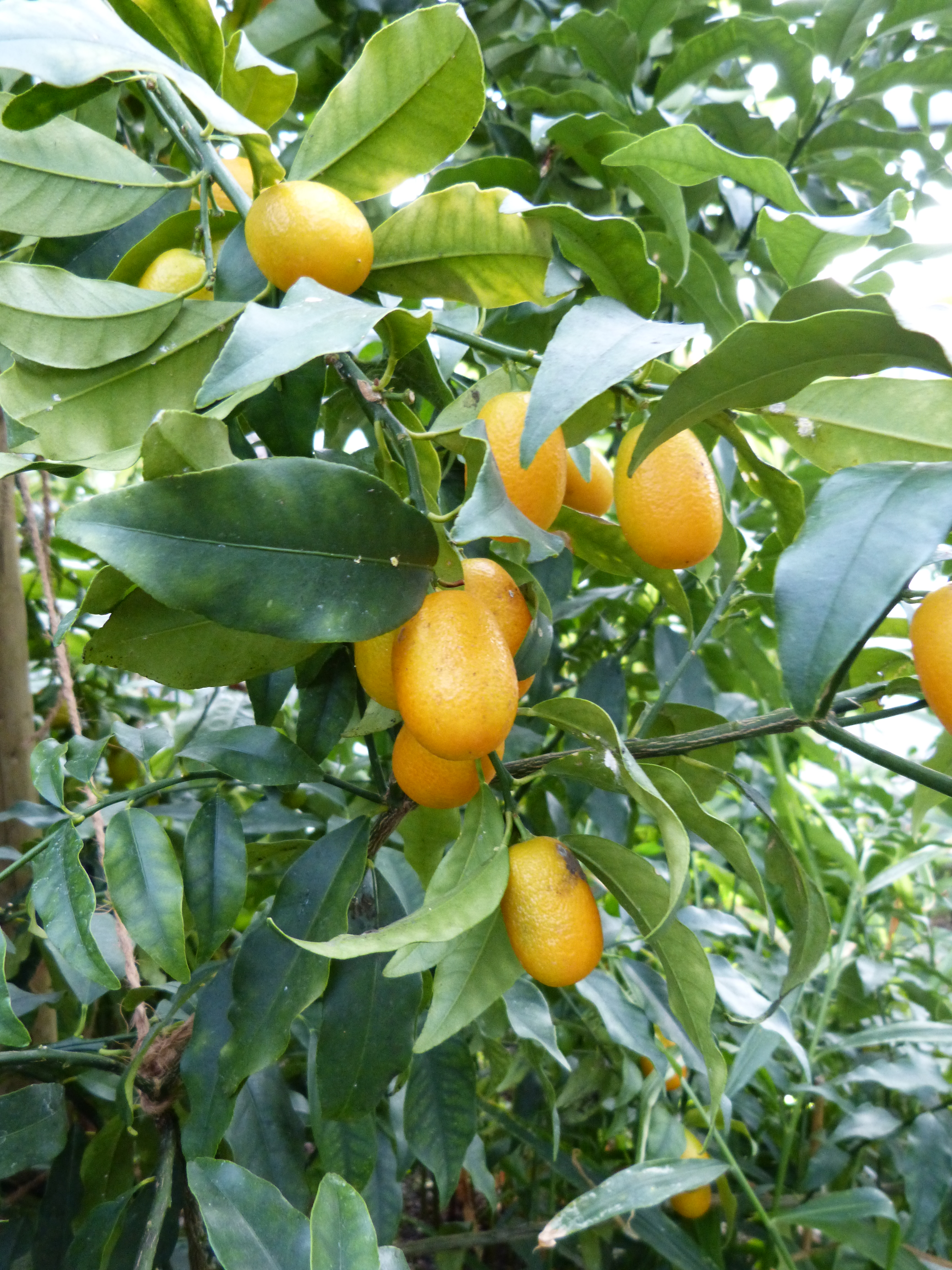
成熟的金橘
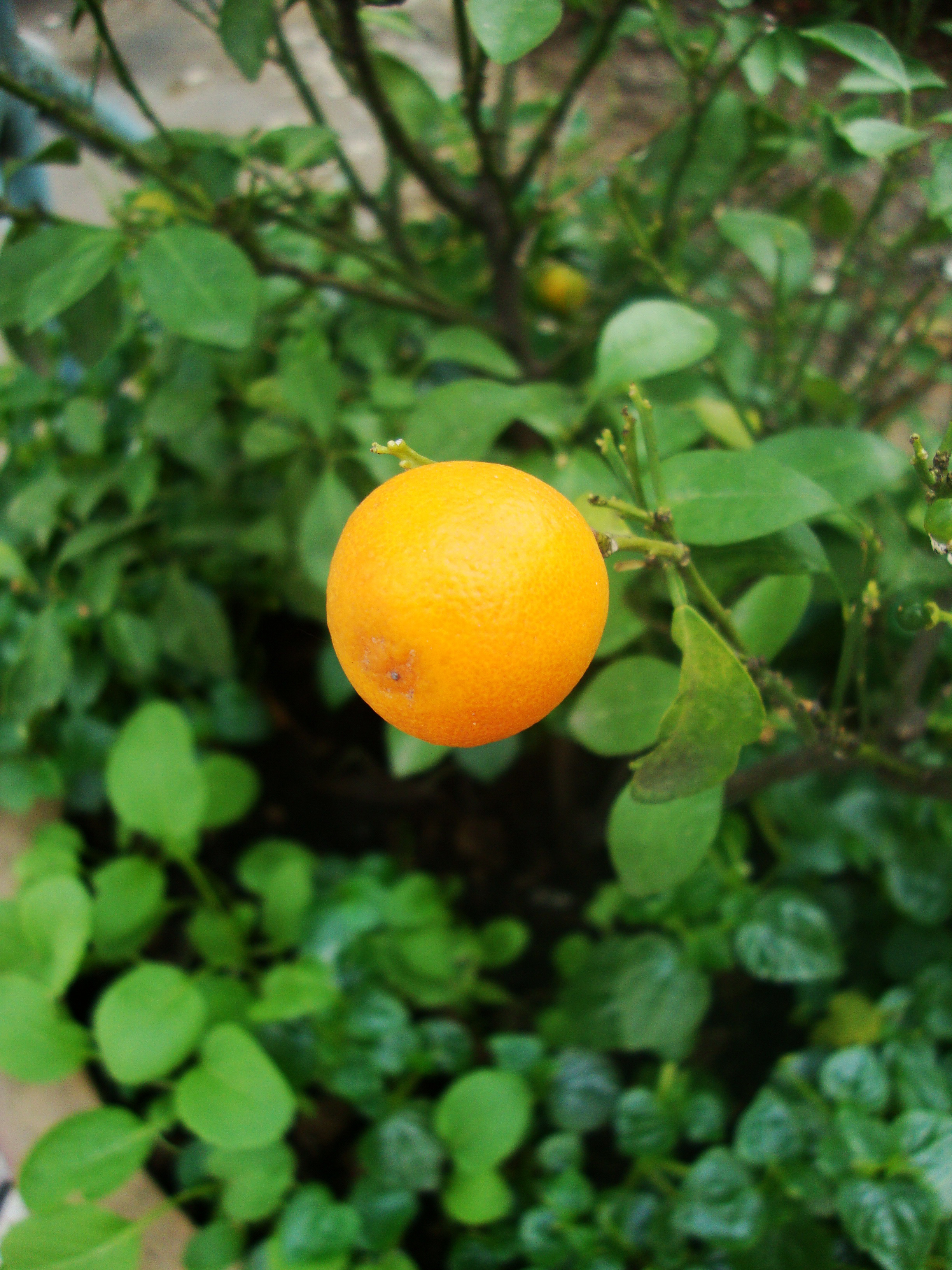
金橘或Citrofortunella 品種金橘（英语：Citrofortunella）
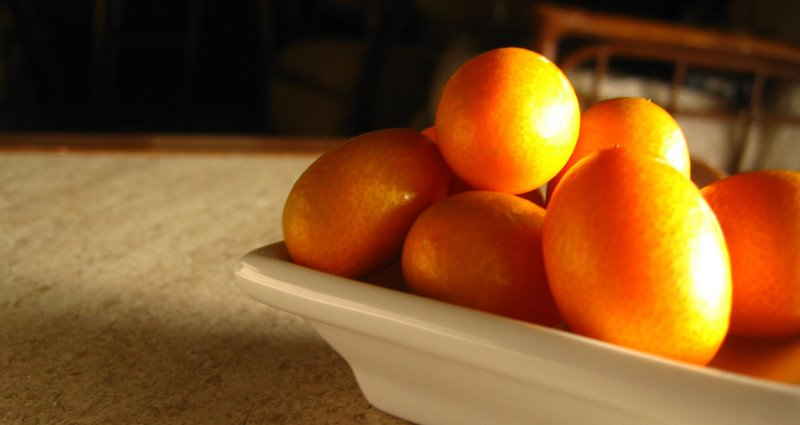
金柑果

## 延伸阅读
[在维基数据编辑]

## 外部連結
- 柑橘主題館 （页面存档备份，存于）